# Gejdar Mamedalijev
Gejdar Mamedalijev, född den 2 april 1974 i Qubadlı, Azerbajdzjan, är en rysk brottare som tog OS-silver i bantamviktsbrottning i den grekisk-romerska klassen 2004 i Aten.